# Port lotniczy Richarda Pearse’a
Port lotniczy Richarda Pearse’a (IATA: TIU, ICAO: NZTU) – port lotniczy położony 4 km na północ od Washdyke, przedmieścia Timaru, w regionie Canterbury, w Nowej Zelandii.